# Рексберг (Айдахо)
Рексберг (англ. Rexburg) — окружний центр і найбільше місто округу Медісон, штат Айдахо, США. Згідно з переписом 2010 року населення становило 25484 особи, що на 8227 осіб більше, ніж 2000 року.

## Географія
Рексберг розташований за координатами 43°49′22″ пн. ш. 111°47′28″ зх. д. / 43.82278° пн. ш. 111.79111° зх. д. (43.822893, -111.790988).  За даними Бюро перепису населення США в 2010 році місто мало площу 25,49 км², з яких 25,28 км² — суходіл та 0,21 км² — водойми.

### Клімат
| Клімат : Рексберг                        | Клімат : Рексберг | Клімат : Рексберг | Клімат : Рексберг | Клімат : Рексберг | Клімат : Рексберг | Клімат : Рексберг | Клімат : Рексберг | Клімат : Рексберг | Клімат : Рексберг | Клімат : Рексберг | Клімат : Рексберг | Клімат : Рексберг | Клімат : Рексберг |
| Показник                                 | Січ.              | Лют.              | Бер.              | Квіт.             | Трав.             | Черв.             | Лип.              | Серп.             | Вер.              | Жовт.             | Лист.             | Груд.             | Рік               |
| Абсолютний максимум, °C                  | 11,1              | 15,6              | 22,8              | 28,9              | 32,8              | 38,9              | 37,2              | 37,2              | 34,4              | 30,6              | 21,1              | 16,1              | 38,9              |
| Середній максимум, °C                    | −1,4              | 0,8               | 7,9               | 14,1              | 18,8              | 23,7              | 28,6              | 29,1              | 23,3              | 15,7              | 5,2               | −0,9              | 13,8              |
| Середній мінімум, °C                     | −11,8             | −10,1             | −4,7              | −0,8              | 3,7               | 7,1               | 9,6               | 8,4               | 3,7               | −1,2              | −6,6              | −11,4             | −1,1              |
| Абсолютний мінімум, °C                   | −35,6             | −37,8             | −24,4             | −12,2             | −8,9              | −1,7              | 0,0               | −2,8              | −10               | −14,4             | −25               | −35               | −37,8             |
| Норма опадів, мм                         | 28                | 26                | 27                | 29                | 48                | 37                | 23                | 18                | 21                | 27                | 28                | 27                | 339               |
| Днів з опадами                           | 10                | 8                 | 8                 | 9                 | 11                | 8                 | 6                 | 6                 | 5                 | 7                 | 8                 | 9                 | 95,0              |
| ---------------------------------------- | ----------------- | ----------------- | ----------------- | ----------------- | ----------------- | ----------------- | ----------------- | ----------------- | ----------------- | ----------------- | ----------------- | ----------------- | ----------------- |
| Джерело: Western Regional Climate Center |                   |                   |                   |                   |                   |                   |                   |                   |                   |                   |                   |                   |                   |

## Демографія

### Перепис 2010 року
За даними перепису 2010 року, у місті проживало 25 484 осіб у 7 179 домогосподарствах у складі 4 925 родин. Густота населення становила 1008,2 ос./км². Було 7 617 помешкань, середня густота яких становила 301,3/км². Расовий склад міста: 93,8 % білих, 0,6 % афроамериканців, 0,2 % індіанців, 1,2 % азіатів, 0,2 % тихоокеанських остров'ян, 2,3 % інших рас, а також 1,7 % людей, які зараховують себе до двох або більше рас. Іспанці та латиноамериканці незалежно від раси становили 5,6 % населення.
Із 7 179 домогосподарств 33,8 % мали дітей віком до 18 років, які жили з батьками; 62,6 % були подружжями, які жили разом; 4,4 % мали господиню без чоловіка; 1,6 % мали господаря без дружини і 31,4 % не були родинами. 9,2 % домогосподарств складалися з однієї особи, в тому числі 3,5 % віком 65 і більше років. У середньому на домогосподарство припадало 3,41 мешканця, а середній розмір родини становив 3,17 особи.
Середній вік жителів міста становив 22,3 року. Із них 20,4 % були віком до 18 років; 49,2 % — від 18 до 24; 19,9 % від 25 до 44; 7 % від 45 до 64 і 3,7 % — 65 років або старші. Статевий склад населення: 47,3 % — чоловіки і 52,7 % — жінки.
Середній дохід на одне домашнє господарство  становив 40 249 доларів США (медіана — 25 372), а середній дохід на одну сім'ю — 43 823 долари (медіана — 26 181). Медіана доходів становила 31 223 долари для чоловіків та 19 591 долар для жінок. За межею бідності перебувало 46,1 % осіб, у тому числі 31,3 % дітей у віці до 18 років та 7,4 % осіб у віці 65 років та старших.
Цивільне працевлаштоване населення становило 11 270 осіб. Основні галузі зайнятості: освіта, охорона здоров'я та соціальна допомога — 36,1 %, роздрібна торгівля — 15,4 %, мистецтво, розваги та відпочинок — 12,1 %, науковці, спеціалісти, менеджери — 10,7 %.

### Перепис 2000 року
За даними перепису 2000 року, в місті проживало 17 257 осіб у 4 274 домогосподарствах у складі 2 393 родин. Густота населення становила 1 365,4 ос./км². Було 4 533 помешкання, середня густота яких становила 358,6/км². Расовий склад міста: 95,20 % білих, 0,30 % афроамериканців, 0,31 % індіанців, 0,66 % азіатів, 0,28 % тихоокеанських остров'ян, 2,23 % інших рас і 1,03 % людей, які зараховують себе до двох або більше рас. Іспанці та латиноамериканці незалежно від раси становили 4,04 % населення.
Із 4 274 домогосподарств 30,5 % мали дітей віком до 18 років, які жили з батьками; 47,7 % були подружжями, які жили разом; 5,9 % мали господиню без чоловіка, і 44,0 % не були родинами. 12,7 % домогосподарств складалися з однієї особи, в тому числі 5,5 % віком 65 і більше років. У середньому на домогосподарство припадало 3,71 мешканця, а середній розмір родини становив 3,45 особи.
Віковий склад населення: 18,3 % віком до 18 років, 57,3 % від 18 до 24, 11,9 % від 25 до 44, 7,5 % від 45 до 64 і 4,9 % від 65 років і старші. Середній вік жителів — 20 років. Статевий склад населення: 45,2 % — чоловіки і 54,8 % — жінки.
Середній дохід домогосподарств у місті становив $26 965, родин — $36 047. Середній дохід чоловіків становив $27 280 проти $17 592 у жінок. Дохід на душу населення в місті був $9 173. Приблизно 13,2 % родин і 44,4 % населення перебували за межею бідності, включаючи 11,7 % віком до 18 років і 12,3 % від 65 і старших.